# اویگن اشنالک
اویگن اشنالک (آلمانی: Eugen Schnalek; ۱۷ مارس ۱۹۱۱ – ۱۹۴۴/۱۹۴۵) دوچرخه‌سوار اهل اتریش بود. وی در بازی‌های المپیک تابستانی ۱۹۳۶ شرکت کرده است.